# 屏风浦
屏风浦是日本千叶县东北部铫子市至旭市的一个岸邊懸崖，长约10公里，高度超过40米，2016年3月被指定为国家名勝·天然記念物。 當地為海蝕地貌。